# McLaren MCL32
Der McLaren MCL32 ist der Formel-1-Rennwagen von McLaren  für die Formel-1-Weltmeisterschaft 2017. Er ist der 45. McLaren-Formel-1-Wagen. Er wurde am 24. Februar 2017 in Woking präsentiert.
Das Fahrzeug ist der erste McLaren-Rennwagen seit 1980, der nicht in Anlehnung an die damalige Fusion mit dem britischen Formel-2-Rennstall von Ron Dennis, Project Four Racing, die Bezeichnung MP4 (das M stand dabei zunächst für Marlboro, später für McLaren) im Namen trägt.

## Technik und Entwicklung
Wie alle Formel-1-Fahrzeuge des Jahres 2017 ist der MCL32 ein hinterradangetriebener Monoposto mit einem Monocoque aus kohlenstofffaserverstärktem Kunststoff (CFK). Außer dem Monocoque bestehen auch viele weitere Teile des Fahrzeugs, darunter Karosserieteile und das Lenkrad aus CFK.
Der MCL32 ist das Nachfolgemodell des MP4-31. Da sich das technische Reglement zur Saison 2017 stark änderte, ist das Fahrzeug größtenteils neu entwickelt. Um hierfür Ressourcen zur Verfügung zu haben, wurde die Weiterentwicklung des Vorgängermodells frühzeitig eingestellt.
Mit einer Gesamtbreite von 2000 mm und einer Breite zwischen Vorder- und Hinterachse von 1600 mm ist das Fahrzeug jeweils 200 mm breiter als das Vorgängermodell. Die Höhe ist mit 950 mm unverändert. Komplett neu sind Frontflügel, der statt 1650 mm nun 1800 mm breit ist, Heckflügel, dessen Breite sich von 750 mm auf 950 mm und dessen Höhe sich von 950 mm auf 800 mm ändert und der Diffusor, der nun eine Gesamthöhe von 175 mm statt 125 mm sowie eine um 50 mm erhöhte Breite von 1050 mm hat.
Angetrieben wird der MCL32 vom Honda RA617H, der in Fahrzeugmitte montiert ist, einem 1,6-Liter-V6-Motor von Honda mit einem Turbolader sowie einem 120 kW starken Elektromotor, es ist also ein Hybridelektrokraftfahrzeug.  Das sequentielle Getriebe des Wagens hat acht Gänge. Der Gangwechsel wird über Schaltwippen am Lenkrad ausgelöst. Das Fahrzeug hat nur zwei Pedale, ein Gaspedal (rechts) und ein Bremspedal (links). Genau wie viele andere Funktionen wird die Kupplung, die nur beim Anfahren aus dem Stand verwendet wird, über einen Hebel am Lenkrad bedient.
Anders als das Vorgängermodell, ist der MCL32 mit 305 mm breiten Vorderreifen und mit 405 mm breiten Hinterreifen des Einheitslieferanten Pirelli ausgestattet, die auf 13-Zoll-Rädern montiert sind. Damit sind die Reifen an der Vorderachse 60 mm und an der Hinterachse 80 mm breiter als in der Vorsaison. Dies erforderte auch die Entwicklung von neuen Radaufhängungen beim MCL32. Die Bremsscheiben sind aus mit Kohlenstofffasern verstärkter Siliziumkarbidkeramik.
Der MCL32 hat, wie alle Formel-1-Fahrzeuge seit 2011, ein Drag Reduction System (DRS), das durch Flachstellen eines Teils des Heckflügels den Luftwiderstand des Fahrzeugs auf den Geraden verringert, wenn es eingesetzt werden darf. Auch das DRS wird mit einem Schalter am Lenkrad des Wagens aktiviert.

## Lackierung und Sponsoring
Der MCL32 ist überwiegend in Orange und Schwarz lackiert. Das Team kehrte damit zu einer orangefarbenen Lackierung zurück, die in der Bruce-McLaren-Ära vor 50 Jahren ein Markenzeichen gewesen war.
Es werben Chandon, CNN, Motorenlieferant Honda, Johnnie Walker, NTT Communications, Pirelli, Uhrenhersteller Richard Mille und SAP auf dem Fahrzeug.

## Fahrer
McLaren trat in der Saison 2017 mit den Fahrern Fernando Alonso und Stoffel Vandoorne an. Vandoorne bestritt seine erste vollständige Formel-1-Saison und ersetzte Jenson Button, der dem Team jedoch als Test- und Ersatzfahrer erhalten blieb. Button ersetzte Alonso beim Großen Preis von Monaco, Alonso startete gleichzeitig beim Indianapolis 500.

## Ergebnisse
| Fahrer                          | Nr.                             | 1   | 2   | 3   | 4   | 5   | 6   | 7   | 8  | 9   | 10  | 11 | 12  | 13  | 14  | 15 | 16 | 17  | 18 | 19  | 20 | Punkte | Rang |
| ------------------------------- | ------------------------------- | --- | --- | --- | --- | --- | --- | --- | -- | --- | --- | -- | --- | --- | --- | -- | -- | --- | -- | --- | -- | ------ | ---- |
| Formel-1-Weltmeisterschaft 2017 | Formel-1-Weltmeisterschaft 2017 |     |     |     |     |     |     |     |    |     |     |    |     |     |     |    |    |     |    |     |    | 30     | 9.   |
| F. Alonso                       | 14                              | DNF | DNF | 14* | DNS | 12  |     | 16* | 9  | DNF | DNF | 6  | DNF | 17* | DNF | 11 | 11 | DNF | 10 | 8   | 9  | 30     | 9.   |
| J. Button                       | 22                              |     |     |     |     |     | DNF |     |    |     |     |    |     |     |     |    |    |     |    |     |    | 30     | 9.   |
| S. Vandoorne                    | 02                              | 13  | DNF | DNS | 14  | DNF | DNF | 14  | 12 | 12  | 11  | 10 | 14  | DNF | 7   | 7  | 14 | 12  | 12 | DNF | 12 | 30     | 9.   |

| Legende  | Legende            | Legende                                                          |
| Farbe    | Abkürzung          | Bedeutung                                                        |
| -------- | ------------------ | ---------------------------------------------------------------- |
| Gold     | –                  | Sieg                                                             |
| Silber   | –                  | 2. Platz                                                         |
| Bronze   | –                  | 3. Platz                                                         |
| Grün     | –                  | Platzierung in den Punkten                                       |
| Blau     | –                  | Klassifiziert außerhalb der Punkteränge                          |
| Violett  | DNF                | Rennen nicht beendet (did not finish)                            |
| Violett  | NC                 | nicht klassifiziert (not classified)                             |
| Rot      | DNQ                | nicht qualifiziert (did not qualify)                             |
| Rot      | DNPQ               | in Vorqualifikation gescheitert (did not pre-qualify)            |
| Schwarz  | DSQ                | disqualifiziert (disqualified)                                   |
| Weiß     | DNS                | nicht am Start (did not start)                                   |
| Weiß     | WD                 | zurückgezogen (withdrawn)                                        |
| Hellblau | PO                 | nur am Training teilgenommen (practiced only)                    |
| Hellblau | TD                 | Freitags-Testfahrer (test driver)                                |
| ohne     | DNP                | nicht am Training teilgenommen (did not practice)                |
| ohne     | INJ                | verletzt oder krank (injured)                                    |
| ohne     | EX                 | ausgeschlossen (excluded)                                        |
| ohne     | DNA                | nicht erschienen (did not arrive)                                |
| ohne     | C                  | Rennen abgesagt (cancelled)                                      |
| ohne     | keine WM-Teilnahme |                                                                  |
| sonstige | P/fett             | Pole-Position                                                    |
| sonstige | 1/2/3/4/5/6/7/8    | Punktplatzierung im Sprint-/Qualifikationsrennen                 |
| sonstige | SR/kursiv          | Schnellste Rennrunde                                             |
| sonstige | *                  | nicht im Ziel, aufgrund der zurückgelegten Distanz aber gewertet |
| sonstige | ()                 | Streichresultate                                                 |
| sonstige | unterstrichen      | Führender in der Gesamtwertung                                   |